# Arquidiocese de Foggia-Bovino
A Arquidiocese de Foggia-Bovino (Archidiœcesis Fodiana-Bovinensis) é uma circunscrição eclesiástica da Igreja Católica situada em Foggia, Itália. Seu atual arcebispo é Giorgio Ferretti. Sua Sé é a Catedral de Foggia e sua co-catedral é a Co-catedral Basílica de Nossa Senhora da Assunção de Bovino.
Possui 54 paróquias servidas por 136 padres, abrangendo uma população de 207 983 habitantes, com 99,9% da dessa população jurisdicionada batizada (207 783 católicos).

## História

### Bovino
A origem da diocese de Bovino é incerta e mal documentada. Uma bula do Papa Formoso em 893 atribuiu as igrejas de Bovino, Ascoli Satriano e Siponto à jurisdição dos bispos de Benevento, uma indicação de que aquelas antigas sedes episcopais haviam sido suprimidas na era lombarda e unidas à sé de Benevento.
O primeiro bispo historicamente atribuível a Bovino é Giovanni, mencionado num diploma do Arcebispo de Benevento Landolfo de 971. Nesta época a região foi reconquistada pelos bizantinos, que tomaram medidas para restaurar a diocese de Bovino, que a partir deste momento foi designada como sufragânea da província eclesiástica da arquidiocese de Benevento.
A existência do convento beneditino de San Pietro di Olivola está documentada desde o século XI, no território de Sant'Agata di Puglia, dependente da abadia de Cava dei Tirreni, da qual hoje restam apenas ruínas.
No século XVI, o bispo Ferdinando D'Anna (1541-1565) mandou reformar a catedral, e como teólogo do Papa Pio IV, participou no Concílio de Trento, onde se distinguiu pelo contributo dado na codificação dos decretos conciliares. O sucessor, Giovanni Domenico D'Anna (1565-1578), irmão de Fernando, permaneceu muito tempo afastado da diocese devido a graves acusações de simonia, o que também o levou a uma pena que teve de cumprir nas prisões de Castel Sant'Angelo em Roma.

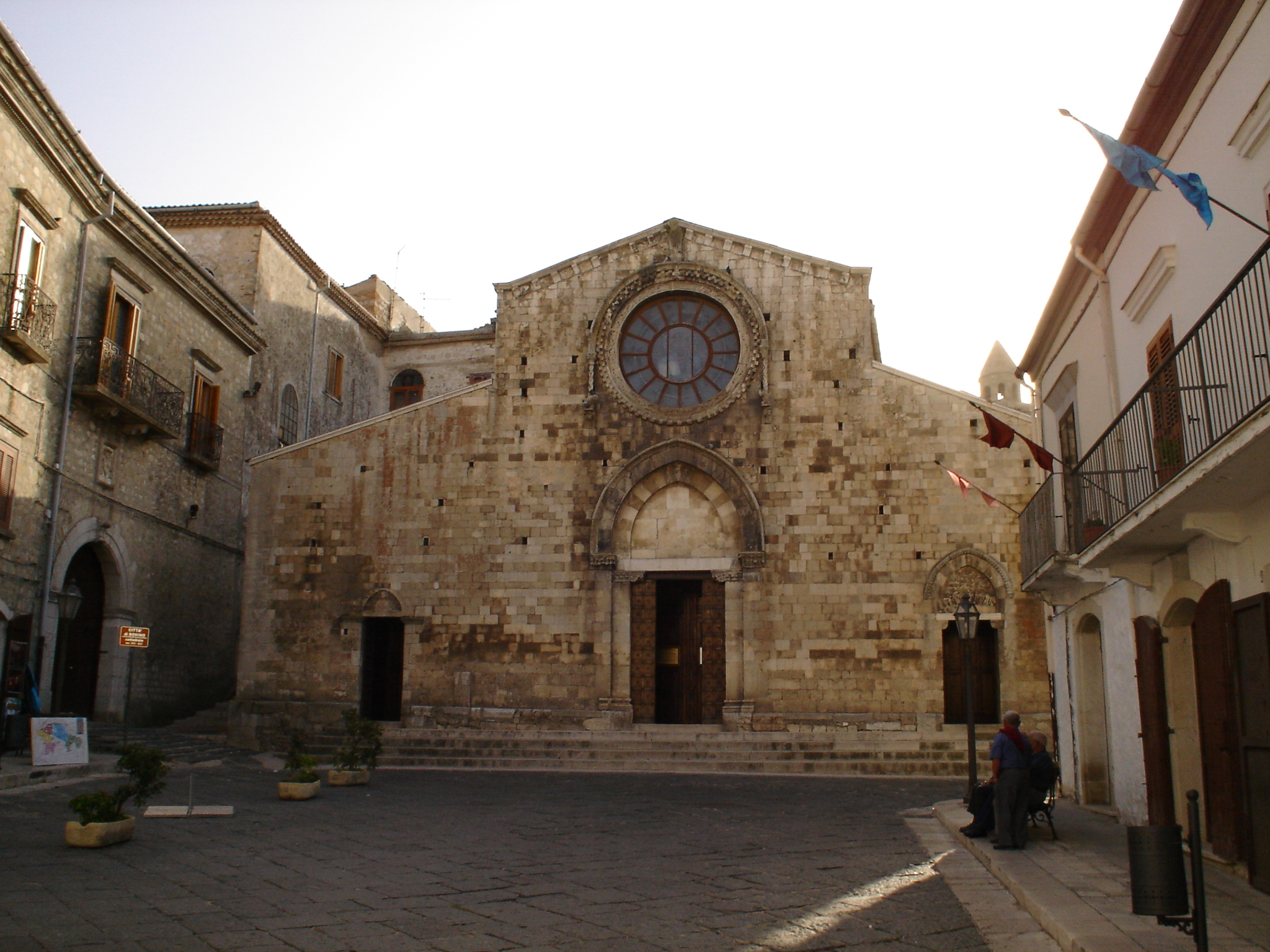
A Basilica Concattedrale di Santa Maria Assunta de Bovino.

Somente com Angelo Giustiniani (1578-1600) começou o processo de reforma da diocese e aplicação dos decretos tridentinos; Giustiniani foi o responsável pelas primeiras visitas às paróquias e pela celebração dos sínodos diocesanos. Em 1685 Angelo Cerasi tornou-se bispo e governou a diocese durante quarenta e três anos até 1728; fez inúmeras visitas pastorais e fundou o arquivo diocesano. Este bispo foi o responsável pela elaboração, em 1694 , de uma placa, onde estavam listados todos os bens à disposição das rendas do bispo com as respectivas receitas.
O século XVIII é marcado pelo episcopado do franciscano Antônio Lucci (1729-1752), beatificado pelo Papa João Paulo II em 1989. Outro processo de beatificação foi aberto, após sua morte, para o bispo capuchinho Nicola Molinari (1783-1792).
Em dezembro de 1974, Giuseppe Lenotti, já bispo de Foggia, foi também nomeado bispo de Bovino, unindo assim as duas dioceses in persona episcopi, estatuto também mantido com o subsequente bispo Salvatore De Giorgi. Em 15 de novembro de 1977, por força do decreto Quo aptius da Congregação para os Bispos, Bovino cedeu o município de Montaguto à diocese de Ariano Irpino, da qual adquiriu em troca o de Monteleone di Puglia. Após estas mudanças, o território da diocese de Bovino, às vésperas da "união plena" com Foggia, incluía 14 paróquias nos municípios de Bovino (5), Accadia , Castelluccio dei Sauri , Deliceto (2), Monteleone di Puglia , Panni e Sant'Agata di Puglia (3).

### Foggia
Foggia foi originalmente incluída na diocese de Tróia: destruída pelo terremoto de 1731, a cidade foi reconstruída e conheceu notável desenvolvimento econômico e demográfico, tanto que em 1806 José Bonaparte fez dela capital da Capitanata.
Em 23 de setembro de 1806, o Papa Pio VII erigiu a igreja da Assunção em Foggia como basílica menor e em 2 de dezembro de 1808 concedeu aos cônegos que ali oficiavam o privilégio de usar o hábito prelático.
A pedido dos cidadãos de Foggia, apoiados pelo bispo de Troia Antonio Monforte e pelo rei Fernando II, em 25 de junho de 1855 o Papa Pio IX, com a bula Ex hoc Summi Pontificis, erigiu Foggia como diocese imediatamente sujeita à Santa Sé: a jurisdição do bispo estendia-se sobre o território da cidade de Foggia e o da antiga abadia nullius de San Marco in Lamis, na época sujeita à arquidiocese de Manfredonia.
De 1924 a 1951 e de 1954 a 1955, com os bispos Farina e Amici, a sé de Foggia foi unida pessoalmente pelos bispos à diocese de Tróia. Em 29 de setembro de 1933 passou a fazer parte da província eclesiástica de Benevento por força do decreto Iam pridem da Congregação Consistorial.
Em 30 de abril de 1979, o Papa João Paulo II com a bula Sacrorum Antistites, implementando as regras estabelecidas pelo Concílio Vaticano II relativamente aos distritos eclesiásticos, elevou Foggia à categoria de arquidiocese metropolitana e reuniu todas as dioceses da Capitanata na sua nova província eclesiástica.

### Sés unidas de Foggia e Bovino
Em 14 de dezembro de 1974, Giuseppe Lenotti, já bispo de Foggia, foi também nomeado bispo de Bovino e Tróia, unindo assim pessoalmente as três sés como bispo.
Em 30 de setembro de 1986, com o decreto Instantibus Votis da Congregação para os Bispos, as duas dioceses de Foggia e Bovino foram unidas em plena unione e a nova circunscrição eclesiástica assumiu o nome atual. Ao mesmo tempo, terminou a união in persona episcopi com a diocese de Tróia.
Em maio de 1987 a arquidiocese recebeu a visita pastoral do Papa João Paulo II.

## Prelados

### Bispos de Bovino
- João † (mencionado em 971)
- Odo † (mencionado em 1061)[14]
- Hugo † (antes de 1092 - depois de 1099)[14]
- Giso I † (antes de 1118 - depois de 1120)[14]
- Alexandre I † (antes de 1131 - depois de 1137)[14]
- Pandolfo † (antes de 1175 - depois de 1179)[15]
- Giso II † (antes de 1182 - depois de 1184)[15]
- Roberto I † (antes de 1190 - 1215)
- Guilherme ? † (1215 - 1220)[16]
- Anônimo † (mencionado em 1219 e em 1221)[15]
- Pedro I † (antes de 1223 - depois de 1235)[15]
- Mateus I † (1238 - 1240)
- Manério I † (1241 - 1244)[15]
- João † (mencionado em 1250 circa)[15]
- Henrique ? † (1269 - 1285)[17]
  - Roberto II † (mencionado como "bispo eleito" antes de 1272)[15]
- Manério II † (mencionado em 1289)[15]
- Pedro II † (mencionado em 1298)[15]
- Ricardo † (mencionado em 1299)[15]
- Alexandre II † (1304 - 1309)
- Jaime † (1309 - 1328)
- Rostanho † (1328 - 1329)
- Rogério, O.F.M. † (1329 - 1340)
- Mateus II † (1340 ? - ?)
- João † (? - ?)
- Guilherme de Cabilone, O.P. † (1346 - ?)
- Nicolau, O.S.B. Coel. † (1349 - 1354)
- Pietro d'Argentino, O.E.S.A. † (1354 - ?)
- Domenico de Sassinoro † (1371 - ?)
- Bartolomeo Sparella, O.F.M. † (1371 - ?)
- Pietro Auletta, O.P. † (1381 - ?)
- Giovanni † (? - 1386)
- Bernardo Ferrari † (1386 - ?)
- Antonio, O.F.M. † (1397 - 1403)
- Bartolomeo de Porta, O.E.S.A. † (1403 - ?)
- Pietro Auletta, O.P. † (1407 - 1425) (pela segunda vez)
- Bartolomeo de Sperella, O.F.M. † (1425 - 1427) (pela segunda vez)
- Pietro degli Scaleri † (1427 - 1463)
- Natulo Lombardi † (1463 - 1477)
- Giovanni Candida † (1477 - ?)
- Giovanni Battista Gagliardi † (1499 - 1510)
- Giovanni de' Capellani † (1513 - 1529)
  - Benedetto Accolti † (1530 - 1535) (administrador apostólico)
  - Esteban Gabriel Merino † (1535 - 1535) (administrador apostólico)
- Alfonso Oliva, O.E.S.A. † (1535 - 1541)
- Ferdinando D'Anna † (1541 - 1565)
- Giovanni Domenico D'Anna † (1565 - 1578)
- Angelo Giustiniani † (1578 - 1600)
- Paolo Tolosa, C.R. † (1601 - 1615)
- Giovanni Antonio Galderisi † (1616 - 1658)
- Vincenzo Roviglioni † (1658 - 1669)
- Francesco Antonio Curzio † (1670 - 1672)
- Giuseppe di Giacomo † (1673 - 1684)
- Angelo Cerasi † (1685 - 1728)
- Beato Antonio Lucci, O.F.M. † (1729 - 1752)
- Tommaso Pacelli † (1752 - 1780)
  - Sede vacante (1780-1783)
- Nicola Molinari, O.F.M.Cap. † (1783 - 1792)
  - Sede vacante (1792-1798)
- Vincenzo Maria Parruco Tries, O.P. † (1798 - 1798)
  - Sede vacante (1798-1818)
- Paolo Garzilli † (1818 - 1832)
- Francesco Iovinelli, C.M. † (1833 - 1836)
- Francesco Saverio Farace † (1837 - 1851)
- Filippo Gallo, C.M. † (1852 - 1858)
- Giovanni Montuoro † (1859 - 1862)
  - Sede vacante (1862-1871)
- Alessandro Cantoli, O.F.M. † (1871 - 1884)
- Salvatore Maria Bressi, O.F.M.Cap. † (1884 - 1887)
- Michele de Jorio † (1887 - 1898)
- Giuseppe Padula † (1898 - 1908)
- Uberto Maria Fiodo † (1910 - 1922)
- Cornelio Sebastiano Cuccarollo, O.F.M.Cap. † (1923 - 1930)
  - Sede vacante (1930-1937)
- Innocenzo Alfredo Russo, O.F.M. † (1937 - 1959)
- Renato Luisi † (1959 - 1963)
  - Sede vacante (1963-1974)
- Giuseppe Lenotti † (1974 - 1981)
- Salvatore De Giorgi (1981 - 1986 nomeado arcebispo de Foggia-Bovino)

### Bispos e arcebispos de Foggia
- Bernardino Maria Frascolla † (1856 - 1869)
- Geremia Cosenza, O.F.M. † (1872 - 1882)
- Domenico Marinangeli † (1882 - 1893)
- Carlo Mola, C.O. † (1893 - 1909)
- Salvatore Bella † (1909 - 1920)
- Pietro Pomares y de Morant † (1921 - 1924)
- Fortunato Maria Farina † (1924 - 1954)
- Giuseppe Amici † (1954 - 1955)
- Paolo Carta † (1955 - 1962)
- Giuseppe Lenotti † (1962 - 1981)
- Salvatore De Giorgi (1981 - 1986 nomeado arcebispo de Foggia-Bovino)

### Arcebispos de Foggia-Bovino
- Salvatore De Giorgi (1986 - 1987)
- Giuseppe Casale † (1988 - 1999)
- Domenico Umberto D'Ambrosio (1999 - 2003)
- Francesco Pio Tamburrino, O.S.B. (2003 - 2014)
- Vincenzo Pelvi (2014-2023)
- Giorgio Ferretti (desde 2023)